# Les Tres Gràcies de Reus
Les professons de Les Tres Gràcies de Reus consisteixen en el trasllat, el Divendres Sant, de la imatge del Sant Crist de la Sang, i té lloc a Reus. A les ordinacions de la Reial Congregació de la Puríssima Sang de Nostre Senyor Jesucrist de Reus, del 30 de març de 1784, es fa esment a una professó, més o menys reglamentada, per al trasllat de la imatge i en les ordinacions del 1827 s'hi troba més informació al respecte.
Les Tres Gràcies de Reus inclouen les professons del migdia del Divendres Sant: la de l'Agonia i la de tornada o de les tres, ja que es fa a aquesta hora, totes organitzades per la Reial Congregació de la Puríssima Sang de Nostre Senyor Jesucrist, així com la funció de l'Agonia o de les Set Paraules que es fa entremig a la Prioral de Sant Pere i l'Acte final de les Tres Gràcies que té lloc a la plaça de la Sang, just abans que la imatge entri de nou a l'església de la Sang.
Els Homes de Ferro, anomenats també el bon lladre i el mal lladre, custodien la imatge del Sant Crist, tant durant el trasllat com en la funció de l'Agonia. Són dos penitents característics de la Setmana Santa reusenca, que van vestits amb arnesos de combat del segle xvi, força pesats. Es considera que tenen origen medieval, precedents dels actuals armats, i que ja d'antic custodiaven la imatge en les professons, i segurament van ser incorporats procedents d'altres celebracions.
El fet de girar la imatge del Sant Crist de la Sang de cara al poble sembla que fou realitzat per primer cop el 1907. El portador d'aquell any era Josep Colom i Marca, qui abans d'entrar a l'església va deturar-se i es va girar de cara al poble perquè la gent present pogués demanar millor «les tres gràcies», tot responent de ben segur a una tradició que ja feia molts anys que els reusencs devien celebrar. L'any 1936, amb l'inici de la Guerra Civil, el Temple de la Sang i la imatge del Sant Crist, van ser incendiats, fet que va provocar la interrupció de l'acte de les Tres Gràcies fins a meitats de la dècada dels anys 1940.
L'Acte de les Tres Gràcies constitueix un moment amb una gran càrrega emotiva. Aquestes dues professons i l'Acte de les Tres Gràcies són, sens dubte, l'eix central de la Setmana Santa reusenca, que destaquen per la seva llarga tradició i la gran popularitat.
Té unes arrels molt antigues. Els precedents de l'actual Reial Congregació de la Puríssima Sang de Nostre Senyor Jesucrist de Reus, organitzadora de les professons del Divendres Sant de Reus, els trobem documentats el 1555 amb la confraria de la Sang, i ja el 1557 consta que s'encarregà la realització de dues imatges: el Crist crucificat i un Crist jacent. La imatge del Crist crucificat, ben aviat va gaudir de molt de predicament i veneració a la ciutat amb la denominació de Sant Crist de la Sang. Quant a les professons, l'obligació de fer el trasllat de la imatge del Sant Crist no existia en les primeres ordinacions de la confraria aprovades el 9 de juny de 1630.
L'any 2010, la Generalitat de Catalunya va declarar les Tres Gràcies, de Reus, Festa Patrimonial d'Interès Nacional.